# Romeo Duetao Convocar
Romeo (Romy) Duetao Convocar (Janiuay, 13 aprile 1970) è un vescovo cattolico filippino, dal 25 novembre 2024 vescovo di Chalan Kanoa.

## Biografia
Romeo Duetao Convocar è nato a Janiuay il 13 aprile 1970.

### Formazione e ministero sacerdotale
Ha studiato filosofia presso il seminario "San Giuseppe" di Dumaguete dal 1987 al 1991 e teologia cattolica presso il seminario regionale "San Giuseppe" di Jaro, Iloilo, dal 1991 al 1996.
Il 17 settembre 1996 è stato ordinato presbitero per l'ordinariato militare nelle Filippine. Ha prestato servizio presso l'ufficio dell'ordinario militare dal 1996 al 1997 e poi come  cappellano militare nel comando meridionale delle Forze armate delle Filippine dal 1997 al 1998 e poi in quello settentrionale dal 1998 al 2002. Ha inoltre completato un corso base nel 1998 e un corso avanzato per ufficiali nel 2002 presso la Combat Arm School del Training and Doctrine Command del Forte "Ramon Magsaysay". In seguito è stato cappellano militare presso il Comando centrale delle Forze armate delle Filippine e presso la base navale di Cavite dal 2002 al 2004, cappellano militare presso il Forte "Andres Bonifacio" dal 2004 al 2006, amministratore parrocchiale della parrocchia di San Giuseppe a Inarajan, nell'isola di Guam, dal 2006 al 2007 e direttore spirituale e procuratore del Domus Josephi Formation Centre, il seminario dell'ordinariato militare per le Filippine, dal 2007 al 2012.
Nel 2012 è tornato a Guam, dove è stato parroco della parrocchia di Sant'Isidro a Malolojloj dal 2012 al 2018, rettore del seminario arcivescovile "San Giovanni Paolo il Grande" a Malolojloj dal 2014 al 2017, rettore della basilica cattedrale del Dolcissimo Nome di Maria ad Hagåtña dal 2018 al 2022, vicario generale dal 2022 al 2023, parroco della parrocchia del Beato Diego Luis de San Vitores a Tamuning e amministratore apostolico sede vacante et ad nutum Sanctae Sedis dell'arcidiocesi di Agaña dal 28 marzo 2023  al 15 agosto 2024.
Il 15 marzo 2016 è stato incardinato nel clero dell'arcidiocesi di Agaña. Ha inoltre completato un corso di diritto canonico presso l'Institute of Tribunal Practice di Sydney.

### Ministero episcopale
Il 25 novembre 2024 papa Francesco lo ha nominato vescovo di Chalan Kanoa. Ha ricevuto l'ordinazione episcopale l'8 marzo successivo nella cattedrale di Nostra Signora del Monte Carmelo a Chalan Kanoa dall'arcivescovo Gábor Pintér, nunzio apostolico in Nuova Zelanda e nelle Figi, co-consacranti il cardinale Jose Lazaro Fuerte Advincula Jr., arcivescovo metropolita di Manila, e l'arcivescovo metropolita di Agaña Ryan Pagente Jimenez. Durante la stessa celebrazione ha preso possesso della diocesi.

## Genealogia episcopale
La genealogia episcopale è:
- Cardinale Scipione Rebiba
- Cardinale Giulio Antonio Santori
- Cardinale Girolamo Bernerio, O.P.
- Arcivescovo Galeazzo Sanvitale
- Cardinale Ludovico Ludovisi
- Cardinale Luigi Caetani
- Cardinale Ulderico Carpegna
- Cardinale Paluzzo Paluzzi Altieri degli Albertoni
- Papa Benedetto XIII
- Papa Benedetto XIV
- Papa Clemente XIII
- Cardinale Bernardino Giraud
- Cardinale Alessandro Mattei
- Cardinale Pietro Francesco Galleffi
- Cardinale Giacomo Filippo Fransoni
- Cardinale Antonio Saverio De Luca
- Arcivescovo Gregor Leonhard Andreas von Scherr, O.S.B.
- Arcivescovo Friedrich von Schreiber
- Arcivescovo Franz Joseph von Stein
- Arcivescovo Joseph von Schork
- Vescovo Ferdinand von Schlör
- Arcivescovo Johann Jakob von Hauck
- Vescovo Ludwig Sebastian
- Cardinale Joseph Wendel
- Arcivescovo Josef Schneider
- Vescovo Josef Stangl
- Papa Benedetto XVI
- Cardinale Pietro Parolin
- Arcivescovo Gábor Pintér
- Vescovo Romeo (Romy) Duetao Convocar